# Kill-Ring
Kill-Ring (engl. to kill = löschen und ring = Ringpuffer) ist ein vom Texteditor Emacs verwendetes Konzept, die mittels Kopieren und Einfügen erfassten Textabschnitte automatisch in der Reihenfolge des Ausschneidens in einem reservierten Speicherbereich vorzuhalten.  Damit wird ermöglicht, dass spätere Einfügeoperationen nicht nur die zuletzt ausgeschnittene Textpassage, sondern auch zuvor bearbeitete Textabschnitte einfügen können.
Der Zugriff auf den kill-ring erfolgt beim Texteditor Emacs, indem nach Strg+Y für „Einfügen“ wiederholt die Tastenkombination Alt+Y gedrückt wird, woraufhin statt der letzten kopierten oder ausgeschnittenen Textpassage nacheinander die vorletzte, drittletzte, …, eingefügt werden.
In Emacs ist die Zahl der Einträge im kill-ring fest vorgegeben (Standardwert ist 20 Einträge). Der Puffer ist ringförmig organisiert.  Dadurch ist ohne zusätzliche zeitaufwendige Kopieroperationen gewährleistet, dass stets die neuesten 20 markierten Textpassagen zugreifbar sind.